# La letra escarlata
La letra escarlata (The Scarlet Letter) es una novela de Nathaniel Hawthorne publicada en 1850 y considerada su obra cumbre. Está ambientada en la puritana Nueva Inglaterra de principios del siglo XVII y relata la historia de Hester Prynne, una mujer acusada de adulterio por concebir una hija con un hombre con quien no está casada y que es condenada a llevar en el pecho la letra «A», de adúltera. Hester rechaza revelar la identidad del padre de su hija y trata de vivir con dignidad en una sociedad injusta e hipócrita. En la novela Hawthorne hace numerosas alusiones históricas y religiosas, explorando los temas del legalismo, el pecado y la culpa.

## Trama
En la ciudad puritana de Boston, una multitud se reúne en junio de 1642 para presenciar el castigo de Hester Prynne, una joven que ha dado a luz a una bebé de paternidad desconocida. Hester es declarada culpable de adulterio y condenada a llevar una «A» escarlata de adúltera en su vestido para su vergüenza. La sentencia le obliga a permanecer durante tres horas en la picota expuesta a la humillación pública. A pesar de las presiones para que confiese el nombre del padre de su hija, Hester se niega. 
El esposo de Hester, que llevaba tiempo desaparecido en el mar, aparece a tiempo para presenciar el castigo y enterarse del adulterio de su esposa. Encolerizado, exclama que el padre de la bebé también debe ser castigado por su acto inmoral y jura encontrar al hombre. Decide hacerse pasar por el médico Roger Chillingworth para intentar descubrir al amante de su esposa. Chillingworth visita a Hester en la cárcel y la obliga a ocultar su identidad, amenazando con destruir la vida del padre de la bebé si Hester revela que Chillingworth es su esposo. 
Tras su liberación de la prisión, Hester se instala en las afueras y se gana la vida como costurera. Lleva una vida silenciosa y sombría junto a su hija, Pearl, y hace actos de caridad por los pobres. A Hester le molesta la inusual fascinación de su hija con la «A» escarlata. A medida que crece, Pearl también es rechazada y se convierte en una chica caprichosa y rebelde, y los miembros de la iglesia sugieren que Pearl sea apartada de su madre. Hester, temerosa de perderla, va a hablar con el gobernador Bellingham y los reverendos Wilson y Dimmesdale. Apela desesperadamente a Dimmesdale, y el reverendo convence al gobernador para que Pearl permanezca bajo el cuidado de Hester.
El popular Dimmesdale enferma y Chillingworth se instala en su casa como médico. Chillingworth empieza a sospechar que la enfermedad del ministro se debe a un sentimiento de culpa no confesada. Sospechando que es el padre de Pearl, empieza a presionarlo psicológicamente. Mientras lo trata, descubre una marca de nacimiento que confirma sus sospechas.
Atormentado por la culpa, Dimmesdale va a la plaza en la que Hester fue castigada años atrás. Dimmesdale sube a la picota a mitad de la noche y reconoce su pecado, pero es incapaz de confesarlo públicamente a la luz del día. Hester, consternada por el deterioro de Dimmesdale, decide pedir a su esposo que la libere de su voto de silencio.
Varios días después, Hester se reúne con Dimmesdale en el bosque y le cuenta sobre su esposo y su deseo de venganza. Lo convence de marcharse en secreto de Boston embarcándose a Europa, donde pueden empezar una nueva vida desde cero. Inspirado por este plan, el reverendo parece reencontrar nuevas energías. 
El día de elecciones, Dimmesdale ofrece un inspirado sermón. Sin embargo, mientras la procesión sale de la iglesia, Dimmesdale se sube a la picota, confiesa su pecado, y muere en brazos de Hester. Posteriormente, la mayoría de testigos juran haber visto un estigma en la forma de una «A» escarlata en su pecho, si bien algunos niegan que esto sea cierto. Chillingworth, que ha perdido el objeto de su venganza, fallece poco después, dejando a Pearl una herencia considerable.
Años después, Hester regresa a su cabaña y vuelve a usar la letra escarlata. Al morir, la entierran cerca de Dimmesdale y sobre la tumba de ambos se coloca una sencilla lápida de pizarra grabada con un escudo: en campo de sable, una letra A de gules (en un campo negro una letra A roja).

## Tema principal
El tema principal de La letra escarlata es la vergüenza y el estigma social, como se aprecia tanto en la humillación pública de Hester Prynne como en la vergüenza privada de Dimmesdale y el miedo a verse expuesto. En particular, nunca se habla de la relación entre ellos, de forma que las circunstancias que llevaron al embarazo de Prynne nunca forman parte de la trama.
Elmer Kennedy-Andrews señala que Hawthorne, en su introducción a la novela (titulada «The Custom-house»), establece el contexto de su historia y «nos habla del 'romance', que es su término genérico preferido para describir La letra escarlata, como indicaría su subtítulo para el libro: 'Un romance'». En esta introducción, Hawthorne describe un espacio entre el materialismo y la «ensoñación» que denomina «un territorio neutral, en algún punto entre el mundo real y el reino de las hadas, donde lo Real y lo Imaginario pueden encontrarse, y cada uno se impregna de la naturaleza del otro». Esta combinación de «ensoñación» y realismo dio al autor espacio para explorar temas importantes.

## Otros temas
La experiencia de Hester Prynne y Dimmesdale recuerda la historia de Adán y Eva porque, en ambos casos, el pecado tiene como resultado la expulsión y el sufrimiento. Con todo, también resulta en conocimiento—específicamente, en conocimiento de lo que significa ser inmoral. Para Hester Prynne, la Letra Escarlata es una manifestación física de su pecado y un recordatorio de su dolorosa soledad. Contempla la posibilidad de desprenderse de ella para liberarse de una sociedad opresiva y de un pasado lleno de obstáculos, así como de la ausencia de Dios. En tanto la sociedad la excluye, considera la posibilidad de que muchas de las tradiciones defendidas por la cultura puritana sean falsas y no estén diseñadas para traerle la felicidad.
En cuanto a Dimmesdale, el «ministro infiel», su pecado le da «simpatías tan íntimas con la hermandad pecadora que es la humanidad» «que su pecho vibra al unísono con el de ellos». Sus elocuentes y poderosos sermones se derivan de este sentido de empatía. La narrativa de Dimmesdale está en consonancia con los principios más antiguos y plenamente autorizados del pensamiento cristiano. Su «caída» es un descenso de la gracia aparente a su propia condenación; parece empezar en la pureza pero termina en la corrupción. La sutileza es que la creencia del reverendo es su propio engaño, convenciéndose a sí mismo en cada etapa de su peregrinaje espiritual de que está salvado.
A lo largo de la obra, las imágenes naturales contrastan con la cruda oscuridad de los puritanos y sus sistemas. La belleza de un rosal contrasta fuertemente con todo lo que le rodea. Más tarde, la «A» escarlata bellamente bordada se presenta en parte como una invitación a encontrar «alguna dulce flor moral» en la trágica historia que sigue y en parte como una imagen de que «el corazón profundo de la naturaleza» (tal vez Dios) puede mirar más amablemente a la errante Prynne y a su hija que lo que lo hacen sus vecinos puritanos.
El cuerpo deformado de Chillingworth refleja (o simboliza) la ira de su alma, al igual que la enfermedad de Dimmesdale revela su confusión interior. El hombre exterior refleja la condición del corazón. Se cree que esta observación se inspiró en el deterioro de Edgar Allan Poe, a quien Hawthorne «admiraba enormemente».
Otro tema es el legalismo extremo de los puritanos y cómo Hester Prynne decidió no ajustarse a sus normas y creencias. Prynne fue rechazada por los aldeanos a pesar de haber pasado su vida haciendo lo que podía para ayudar a los enfermos y a los pobres. Al ser rechazada, pasó su vida principalmente en soledad y no asistía a la iglesia. En cambio, se recluyó en su propia mente y en sus propios pensamientos. Sus pensamientos comenzaron a extenderse e ir más allá de lo que los puritanos consideraban seguro. Veía aún su pecado, pero empezó a verlo de manera diferente a como lo veían los aldeanos. Prynne comenzó a creer que los pecados terrenales de una persona no necesariamente la condenan. Incluso llegó a decirle a Dimmesdale que el pecado que compartían había sido pagado por su penitencia diaria y que tal pecado no les impediría llegar al cielo.
Prynne estaba alienada de la sociedad puritana, tanto en su vida física como en la espiritual. Cuando Dimmesdale murió, supo que tenía que seguir adelante porque ya no podía ajustarse al rigor de los puritanos. Su pensamiento estaba libre de los límites religiosos puritanos y había establecido sus propias normas y creencias morales.

## Publicación

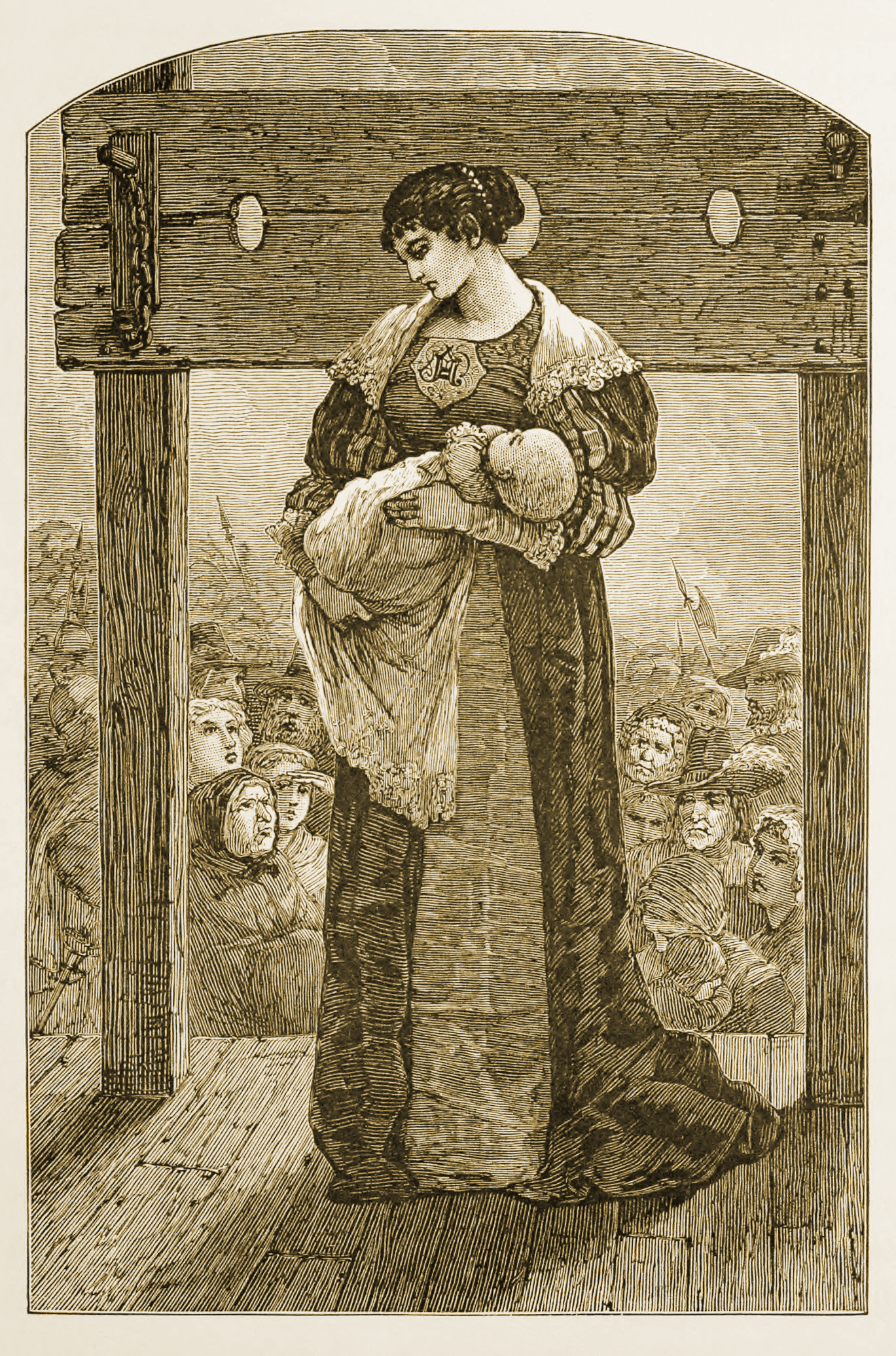
Hester Prynne en el cepo. Ilustración de una edición de 1878

La letra escarlata fue publicada por primera vez en la primavera de 1850 por Ticknor & Fields. Cuando entregó las últimas páginas en febrero de 1850, Hawthorne dijo que «algunas partes del libro tenían mucha fuerza», pero dudaba de que se hiciera popular. En realidad, el libro fue un superventas instantáneo, aunque durante los primeros 14 años solo reportara a su autor $1500 de beneficios. Su publicación provocó protestas por parte de la población de Salem, que se sintió insultada por la descripción en el prefacio. En una segunda edición de 1850, Hawthorne escribió una introducción en la que afirmaba que había decidido publicar el prefacio «sin cambiar una palabra» y rechazaba cualquier motivo de «animosidad o rencor personal o político».
La letra escarlata fue uno de los primeros libros producidos de forma masiva en Estados Unidos. A mediados del siglo XIX, los encuadernadores solían elaborar los libros a mano y venderlos en pequeñas cantidades. La primera edición mecanizada de esta novela, de 2500 ejemplares, se agotó en diez días y alcanzó una popularidad poco común hasta entonces.

## Críticas
El crítico Evert Augustus Duyckinck, amigo de Hawthorne, dijo que prefería los cuentos que escribía el autor en el estilo de Washington Irwing. Edwin Percy Whipple criticó la «mórbida intensidad» de la novela y sus densos detalles psicológicos. La mayoría de los críticos alabaron el libro, pero los líderes religiosos condenaron el tema de la novela. Orestes Brownson se quejó de que Hawthorne no entendía el cristianismo, la confesión y el remordimiento. Un artículo en un periódico religioso criticó la mala moral mostrada por el autor.
D. H. Lawrence dijo que no podía existir una obra más perfecta de la imaginación americana que La letra escarlata. Henry James dijo de la novela que era «bella, admirable, extraordinaria. (...) Tiene el inextinguible encanto y misterio de las grandes obras de arte».

## Personajes
- Hester Prynne, protagonista. La trama gira en torno a su adulterio.
- Pearl Prynne, hija ilegítima de Hester (nacida del adulterio).
- Roger Chillingworth, marido de Hester.
- Reverendo Arthur Dimmesdale, amante de Hester.
- Mistress Hibbins, bruja con la que contacta Hester Prynne

## Influencia
La Letra Escarlata ha sido adaptada muchas veces al teatro, la ópera, el cine y la televisión, por ejemplo, en una película de 1973 dirigida por Wim Wenders o la película homónima de 1995 dirigida por Roland Joffé y protagonizada por Demi Moore y Gary Oldman. La primera adaptación cinematográfica fue la película muda The Scarlet Letter de 1908, dirigida por Sidney Olcott. 
La Letra Escarlata también es referenciada en muchas obras y películas posteriores, por ejemplo en la comedia Easy A de 2010 o en las canciones Love Story y New Romantics de Taylor Swift.